# Icking
Icking est un village de Bavière (Allemagne), située dans l'arrondissement de Bad Tölz-Wolfratshausen, dans le district de Haute-Bavière.
C'est dans ce village qu'est décédé, en 1973, Erich von Manstein, un ancien Feldmarschall allemand de la Seconde Guerre mondiale.

## Personnalités
- Anita Augspurg (1857–1943), juriste et féministe
- Linda Gustava Heymann (1868–1943), militante féministe
- Dieter Borsche (1909–1982), acteur
- Bernhard Buttersack (1858–1925), peintre
- Karl Wilhelm Diefenbach (1851–1913), peintre
- Klaus Doldinger (1936), musicien de jazz
- Adolf Erbslöh (1881–1947), peintre
- O. W. Fischer (1915–2004), acteur
- Gert Fröbe (1913–1988), acteur
- Max W. Kimmich (1893–1980), réalisateur de cinéma
- Peter Kremer (1958), acteur
- Golo Mann (1909–1994), écrivain, historien et philosophe
- Erich von Manstein (1887–1973), officier de la Wehrmacht.
- Leo Geyr von Schweppenburg (1886–1974), général de la Panzertruppe
- Jan Weiler (1967), journaliste et écrivain
- Else Wenz-Viëtor (1882–1973), illustratrice et designeuse
- Eberhard Zwicker (1924–1990), scientifique